# Alarmplan
Ein Alarmplan (teilweise auch Maßnahmenplan oder Workflow genannt) ist eine schriftlich festgehaltene Regelung, die beschreibt, was bei einem zu erwarteten definierten (Schadens-)Ereignis geschehen soll.
Der Plan tritt in Kraft, wenn ein Alarm ausgelöst wird. Als Grundlage für einen Alarmplan dienen verschiedene Szenarien nach einem Zwischenfall. Die Gestalt eines Alarmplans unterscheidet dabei naturgemäß, ob es sich um einen kleinen Zwischenfall mit örtlicher Begrenzung und/oder geringem Schaden für die Bevölkerung bzw. Sachgüter handelt oder ob es sich um großräumige Katastrophen handelt. Es wird ebenfalls unterschieden, ob die Ereignisse natürlichen Ursprungs sind oder ob sie von Menschen ausgelöst wurden. Ein Alarm- oder Warnsignal ist unter Umständen an andere Personen und Einheiten weiterzugeben, sodass eine sogenannte Alarmierungskette gebildet wird.
So kann ein Alarmplan auch verschiedene Gruppen von Personen betreffen:
- Ein Zwischenfall in einem Betrieb kann einige Mitarbeiter betreffen.
- Ein krimineller Zwischenfall betrifft nur selten ganze Bevölkerungsgruppen, sondern häufig nur bestimmte Dienststellen der Polizei.
- Für Justizvollzugsanstalten gilt ein gesonderter Alarm- und Sicherungsplan.
- Das Auslösen eines Brandmelders löst bei einer Feuerwehr einen Alarm aus, die dann nach einem bestimmten Alarmplan je nach Erfordernis ausrücken wird. Ist es nur ein kleiner Brand, so rückt die Feuerwehr nach der Alarm- und Ausrückeordnung zum Einsatzort aus. Ist der Brand jedoch größer, so alarmiert die zuständige Feuerwehr auch die Nachbarfeuerwehr und es entsteht eine Alarmierungskette.
- In jeder Kommune gibt es Katastrophenschutzpläne, die wieder von den Szenarien abhängig sind. In erdbebengefährdeten Gebieten sind diese anders gestaltet als für den Hochwasserschutz.

In modernen Alarmierungsprozessen werden klassische Alarmpläne zunehmend durch digitale Systeme ergänzt, die eine strukturierte und automatisierte Abarbeitung vordefinierter Alarmierungskette ermöglichen. Alarmierungen können gleichzeitig über mehrere Kanäle versendet werden, etwa per SMS, E-Mail, Mobile-App-Benachrichtigung, akustischen Signalgebern, Mitteilungen in Messenger-Diensten wie Slack oder Microsoft Teams sowie über angebundene Systeme wie ERP-Plattformen oder digitale Anzeigetafeln. Ziel ist eine höhere Erreichbarkeit der betroffenen Stellen und eine koordinierte Reaktion, insbesondere bei zeitkritischen Ereignissen.
Wichtig ist die regelmäßig Revision und Aktualisierung von Alarmplänen. Häufig werden größere Ereignisse zum Anlass genommen, um einzelne Punkte zu vervollständigen. Ein Beispiel dafür wäre der Kernreaktorunfall in Tschernobyl im Jahr 1986 oder das Jahrhunderthochwasser 2002.